# Роберт Іванов
Роберт Іванов (фін. Robert Ivanov, нар. 19 вересня 1994, Гельсінкі) — фінський футболіст, захисник німецького клубу «Айнтрахт» (Брауншвейг) та національної збірної Фінляндії.

## Клубна кар'єра
Роберт Іванов народився у 1994 році в Гельсінкі у сім'ї росіянина та інгерманландки Неллі Паккі, яка раніше грала за збірну Естонії з гандболу. Розпочав займатися футболом у школі клубу PK-35. У дорослому футболі розпочав виступи в 2013 році за клуб третього фінського дивізіону «Мюллюпуро», у якому грав до кінця 2014 року. На початку 2015 року Іванов став гравцем іншого клубу третього фінського «Віікінгіт», у складі якого провів наступний сезон. З початку 2016 року Роберт Іванов став гравцем іншої команди третього фінського дивізіону«Гонка», у складі якої в 2016 здобув перемогу в турнірі та путівку до другого фінського дивізіону, а в 2017 році й путівку до найвищого фінського дивізіону. У складі «Гонки» у Вейккауслізі грав до середини 2020 року.
З початку сезону 2020—2021 років Роберт Іванов став гравцем польського клубу «Варта» з Познані. У складі «Варти» грав до 2023 року, та провів у її складі 84 матчі в національному чемпіонаті. У червні 2023 року Іванов перейшов до німецького клубу «Айнтрахт» (Брауншвейг).

## Виступи за збірну
Роберт Іванов дебютував у складі національної збірної Фінляндії 1 серпня 2019 року в товариському матчі зі збірною Швеції. На початок червня 2021 року зіграв у складі національної збірної 4 матчі, в яких забитими м'ячами не відзначився. У кінці травня 2021 року Роберта Іванова включили до заявки збірної для участі в чемпіонаті Європи 2020 року.